# Вајт Сандс (Њу Мексико)
Вајт Сандс (енгл. White Sands) насељено је место без административног статуса у америчкој савезној држави Њу Мексико.

## Демографија
По попису из 2010. године број становника је 1.651, што је 328 (24,8%) становника више него 2000. године.
| Група             | 2000.       | 2010.       |
| Белци             | 823 (62,2%) | 990 (60,0%) |
| Афроамериканци    | 153 (11,6%) | 205 (12,4%) |
| Азијати           | 49 (3,7%)   | 44 (2,7%)   |
| Хиспаноамериканци | 233 (17,6%) | 309 (18,7%) |
| Укупно            | 1.323       | 1.651       |